# Antoni Gomar i Gomar

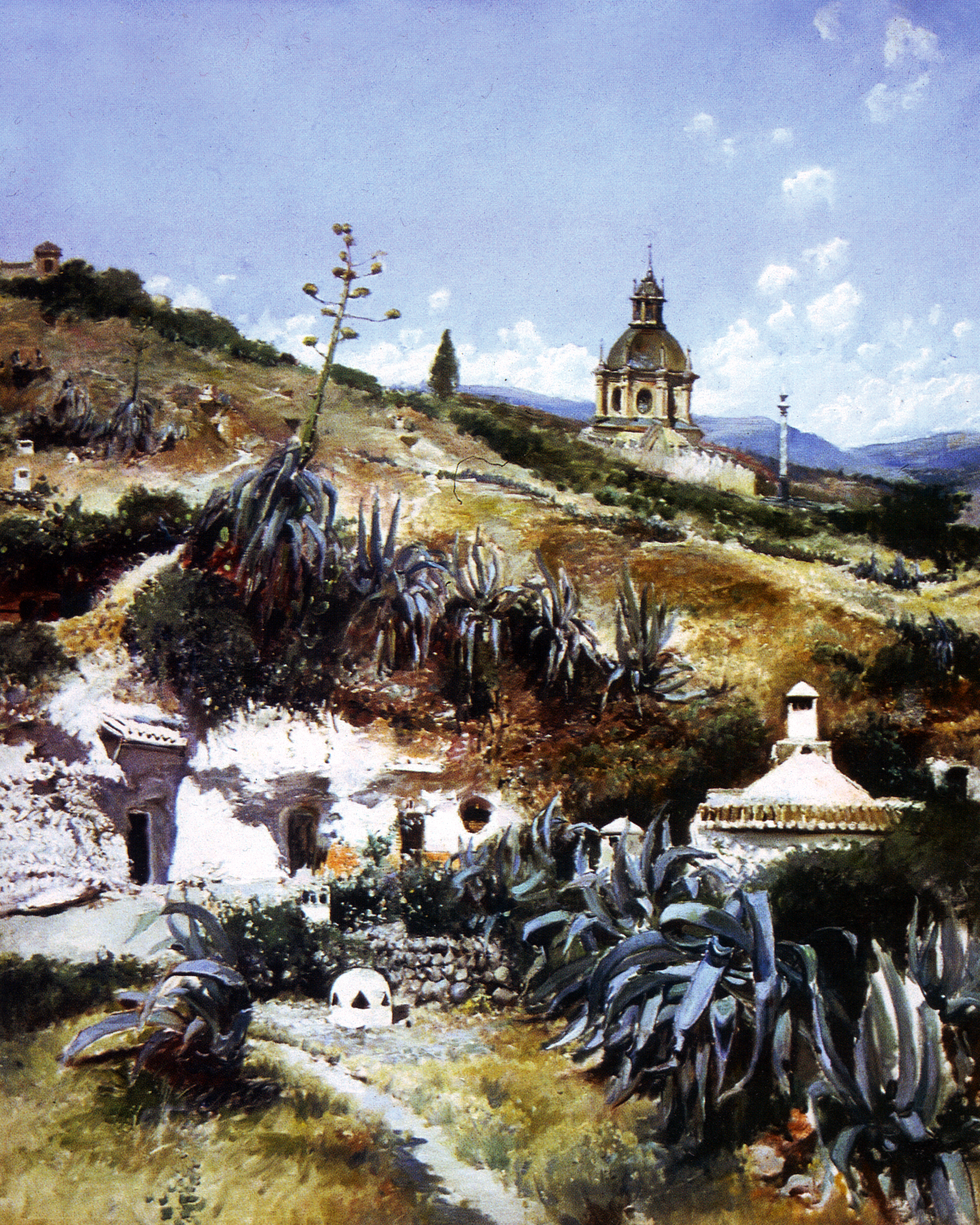
Abadia del Sacromonte, obra d'Antoni Gomar

Antoni Gomar i Gomar (Benigànim, Vall d'Albaida, 26 de març de 1853 - Madrid, 1911) fou un pintor paisatgista valencià.
Va aprendre l'ofici a l'Acadèmia de Sant Carles de València, on va rebre classes de Rafael Montesinos. Posteriorment va posar en pràctica el que va aprendre pintant paisatges per diverses ciutats Espanyoles i més endavant per tot Europa. Poc després, el 1871 aproximadament, es va establir a Madrid. A la capital va continuar pintant i es va guanyar la vida fent de pintor decoratiu, arribant a decorar algunes residències de les classes més benestants, com el palauet dels ducs de Santoña o part del Café de Fornos, on també hi havia obres d'artistes com Emilio Sala Francés o Ignacio Zuloaga, entre d'altres.
El 1906, Joaquim Sorolla, bon amic seu, li va pintar un retrat, El pintor Antonio Gomar y Gomar, un oli sobre tela, actualment al Museu del Prado. Isaac Albéniz també li va dedicar una obra per a piano, la Dansa Nº 4 en sol major.

## Obres rellevants
- El Albaicín (Granada), oli sobre tela, Museu del Prado (catalogada P6240)[5]
- La font de Sant Pascual, oli sobre tela, Museu del Prado (catalogada P4193) (en dipòsit al Congrés dels Diputats de Madrid)
- Paisatge, oli sobre tela, Museu del Prado (en dipòsit a la Diputació de Pontevedra)
- Paisatges, oli sobre tela, Casino de Madrid[6]
- Vista de Santander, Museu de Belles Arts de Santander[7]